# Giuseppe Antonio Alberti

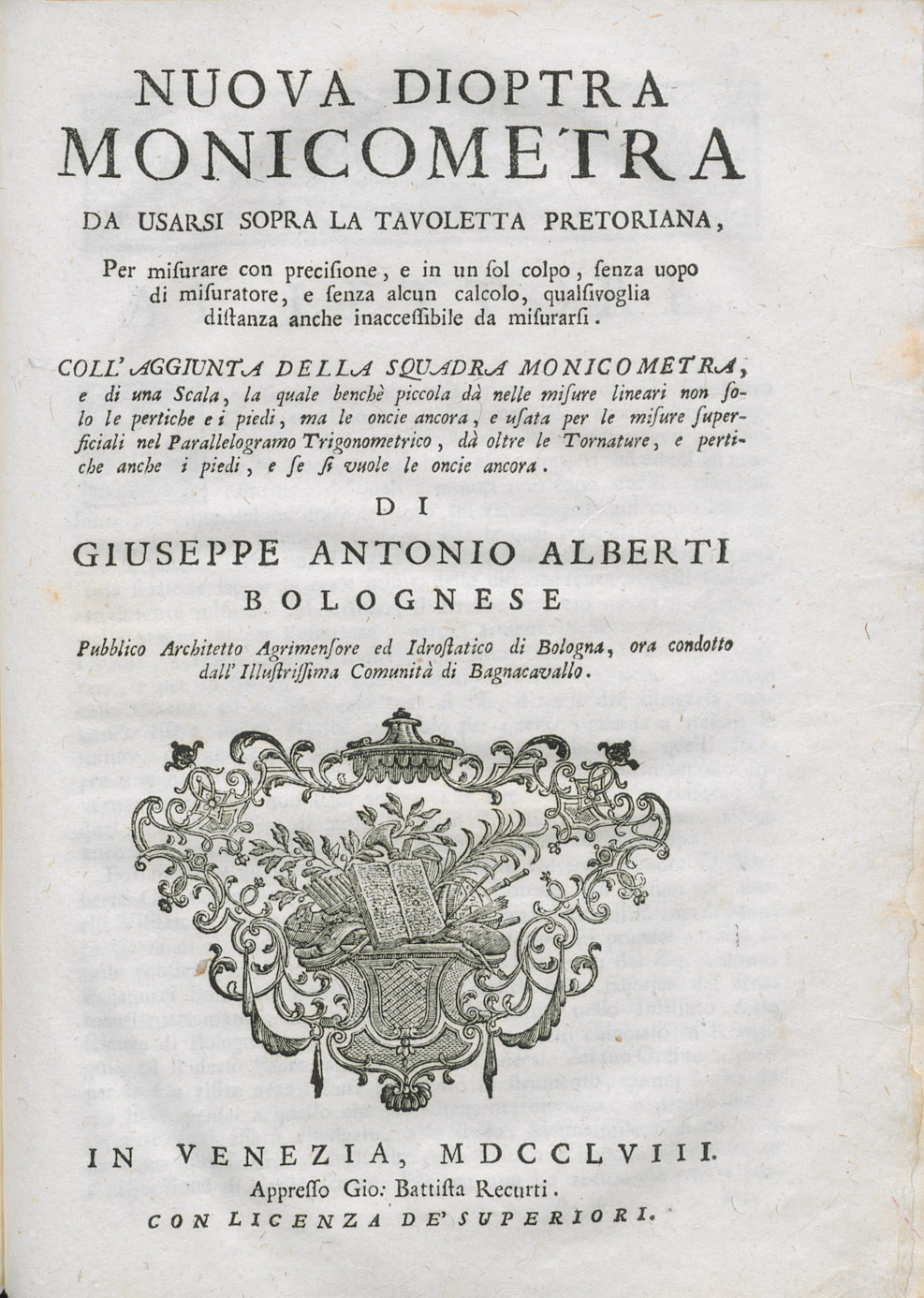
Nuova dioptra monicometra, 1758

Giuseppe Francesco Antonio Alberti, noto come Giuseppe Antonio (Bologna, 29 gennaio 1712 – Perugia, 31 agosto 1768), è stato un perito di agrimensura, di architettura e di idrostatica bolognese.

## Biografia
Figlio dell'impresario di costruzioni Giovanni Alberti e di Giulia Maria Minghini, fu avviato agli studi matematici, interessandosi in special modo alla geometria pratica.
Dal 1756 al 1758 lavorò come perito agronomo a Bagnacavallo, per poi passare a lavorare gli ultimi dieci anni della sua vita in Umbria.
Ideò e costruì diversi strumenti topografici, come la "dioptra monicometra", una livella diottrica che consentiva di ricavare la distanza tra la stazione di rilevamento (la tavoletta pretoriana) e uno scopo, senza procedere a misure sul terreno.

## Opere
- I giuochi numerici, fatti arcani palesati, Bologna, 1747
- Istruzioni pratiche per l'ingegnero civile, Venezia, 1748
- La pirotechnia, o sia trattato de' fuochi d'artificio, Venezia, 1749
- Trattato d'aritmetica pratica, Venezia, 1752
- Istruzioni pratiche per il rinnovamento dei catasti, Faenza, 1754
- Trattato della misura delle fabbriche, Venezia, 1757
- Nuova dioptra monicometra, Venezia, Giovanni Battista Recurti, 1758.